# جيه. إي. قيصر
تاكاكي تيراهارا (بالياباني : 寺 原 孝明 )(من مواليد 6 أكتوبر 1948) المعروف باسم يوليوس أرنست "JA" قيصر ، هو مؤلف موسيقي ياباني للسينما والمسرح .  قيصر تتمتع بشعبية بين الطلاب في اليابان خلال 1960s، وعملت بشكل وثيق مع المخرج الشاعر السيريالي شوجي ديراياما .

## وصلات خارجية
جيه. اي. قيصر على قاعدة بيانات الأفلام على الإنترنت